# Hías (mitología)
En la mitología griega Hías, Hiante o Híade (en griego: Ὑάς, latín: Hȳas) es un personaje o epíteto relacionado con el mito de las astrales Híades. Unos dicen que las Híades fueron así llamadas en atención a Dioniso Hías. Otros dicen que Atlas tuvo doce hijas y un hijo, Hiante, al que mató una serpiente en Libia mientras cazaba. Cinco murieron cuando plañían por este hermano, y Zeus las convirtió en estrellas, las llamadas Híades.  Otros más refieren que Hiante era el epónimo de los hiantes, estos eran un nombre antiguo de los beocios.
Atlante tuvo de Pleíone —o de una Oceánide— doce hijas y un hijo, Hiante, que murió atacado por un jabalí o por un león. Sus hermanas lo lloraron hasta el punto de ser consumidas por este llanto. De ellas, las cinco primeras fueron colocadas entre las estrellas y ocupan un lugar entre los cuernos de Tauro. Son llamadas «Híades» a partir del nombre de su hermano. Otros dicen que Hiante murió a consecuencia de la mordedura de una serpiente venenosa. Otros dicen que las Híades eran así llamadas porque eran hijas de Hiante y una tal Beocia.
Se dice que aún no tenía cargados sus hombros Atlas con el Olimpo, cuando nació Híade, digno de ver por su belleza. A éste y a las ninfas les dio a luz a su debido tiempo Etra, retoño del Océano, pero Híade nació primero. Mientras tenía una incipiente pelusa, aterrorizaba a los asustadizos ciervos y la liebre era una presa bonita. Mas una vez que ganó valor con los años, osaba atacar a los jabalíes y a los leones hirsutos, y cuando iba buscando la guarida y los cachorros de una leona, él mismo fue sangrienta presa de una alimaña mica. Su madre lloró a HÍade, a Híade lloraron sus tristes hermanas y el que había de sostener el universo con sus espaldas, Atlas; pero sus hermanas sobrepasaron el amor de sus padres.